# Terengganu

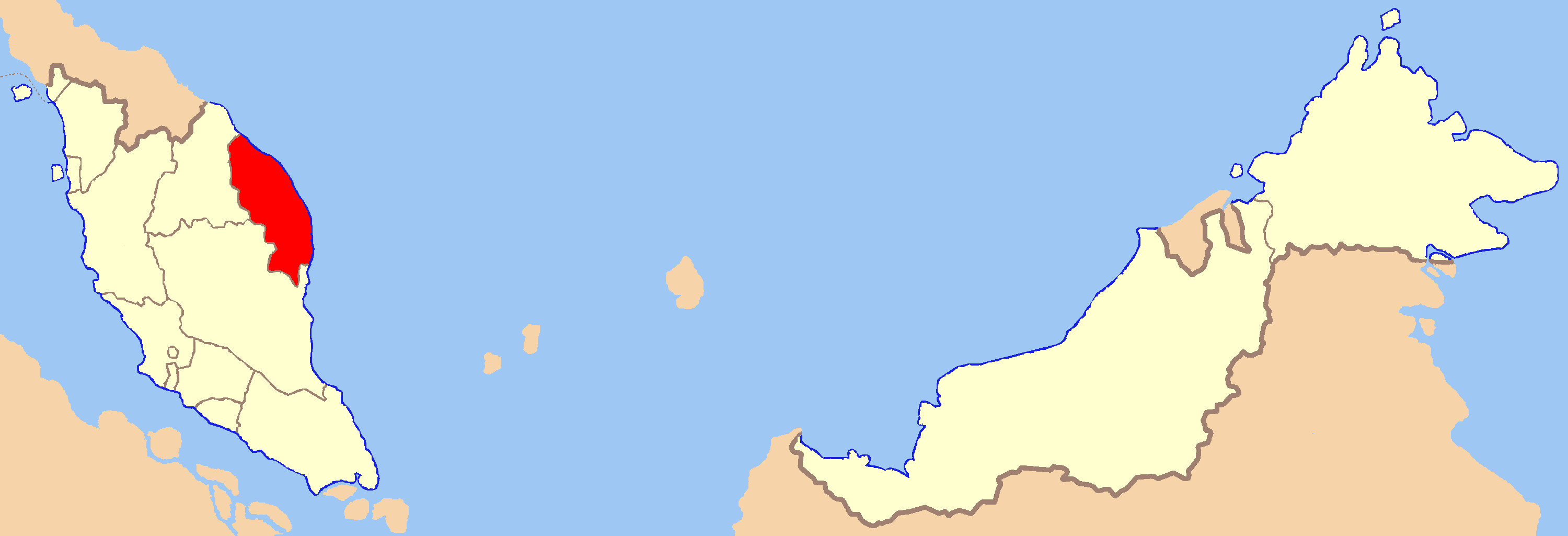
Terengganu alhelyezkedése Malajzia térképén.

Terengganu zászlaja.

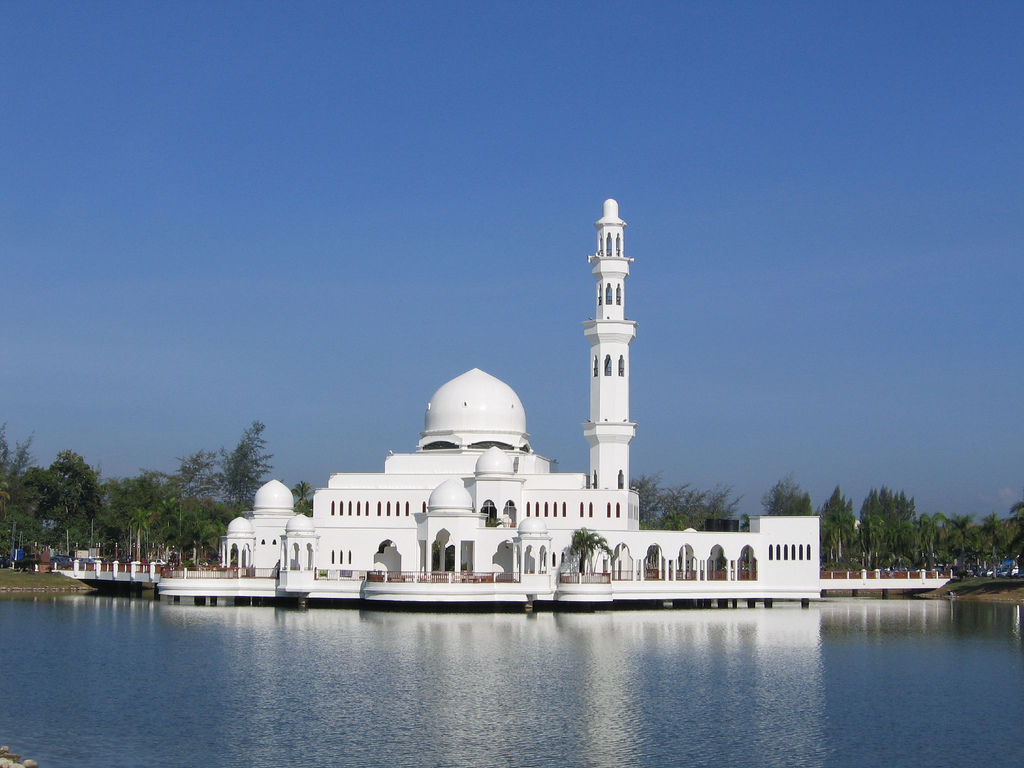
Úszó mecset Kuala Terengganuban.

Terengganu (Jawi írással: ترڠڬانو, korábban Trengganu vagy Tringganu) egyike Malajzia szövetségi államainak, a Maláj-félsziget nyugati részén. Arab nyelvű neve Darul Iman („a Hit Lakhelye”). Szultánság, amelynek uralkodója 1998 óta Mizan Zainal Abidin.
Területe 12 955 km² (akkora, mint Pest megye kétszerese), népessége 1 150 286 (2007-es becslés).
Fővárosa és uralkodói székhelye és legnagyobb városa a széles Terengganu-folyó torkolatánál épült Kuala Terengganu.
Északnyugati szomszédja Kelantan, délnyugaton Pahang, keleten a Dél-kínai-tenger. Számos sziget tartozik az államhoz, mint Pulau Perhentian, Pulau Kapas és Pulau Redang.

## Körzetei
Hét közigazgatási körzetből (malájul daerah) áll. 
| Körzet           | Terület (km²) | Népesség (2006-s népszámlálás) | Körzeti székhely  | Nepsűrűség |
| ---------------- | ------------- | ------------------------------ | ----------------- | ---------- |
| Besut            | 1233          | 145 324                        | Kampung Raja      | 118        |
| Dungun           | 2736          | 159 996                        | Kuala Dungun      | 58         |
| Hulu Terengganu  | 3874          | 73 912                         | Kuala Berang      | 19         |
| Kemaman          | 2536          | 174 876                        | Chukai            | 69         |
| Kuala Terengganu | 605           | 361 801                        | Kuala Terengganu  | 598        |
| Marang           | 667           | 102 470                        | Marang            | 154        |
| Setiu            | 1304          | 61 907                         | Bandar Permaisuri | 47         |

## Fordítás
- Ez a szócikk részben vagy egészben  a   Terengganu című angol Wikipédia-szócikk ezen változatának fordításán alapul.  Az eredeti cikk szerkesztőit annak laptörténete sorolja fel. Ez a jelzés csupán a megfogalmazás eredetét és a szerzői jogokat jelzi, nem szolgál a cikkben szereplő információk forrásmegjelöléseként.

## Külső hivatkozások
- Terengganu State Government Information Portal
- Official Terengganu Tourism site
- Terengganu tourism page Archiválva 2007. május 20-i dátummal a Wayback Machine-ben
- Official Terengganu Tourism site
- http://interesting-place-in-terengganu.blogspot.com an Interesting Blog by local Terengganu